# Amee

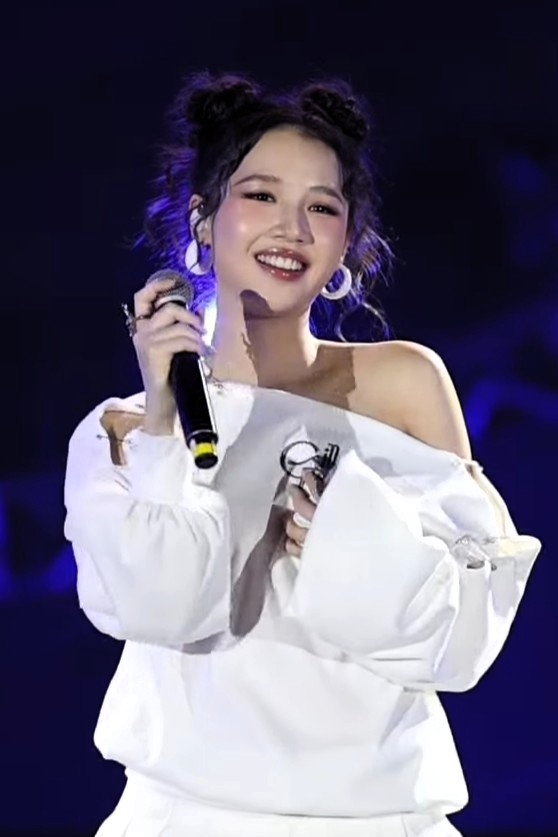
Amee, 2024

Trần Huyền My (* 23. März 2000 in Hanoi), besser bekannt unter ihrem Künstlernamen Amee, ist eine vietnamesische Sängerin. Ihren ersten großen Erfolg hatte die Sängerin mit ihrem Debütsong „Anh Nhà Ở Đâu Thế“ („Junge, wo wohnst du?“), welcher Teil ihres ersten Albums „dreAMEE“ ist. Sie ist bekannt als die erste Solokünstlerin, die aus St.319 Entertainment hervorgegangen ist.  Sie ist die jüngste Künstlerin, die je bei den MAMA Awards den „Best New Asian Artist in Vietnam“- Award gewonnen hat.

## Auszeichnungen
Amee hat bereits mehrere Auszeichnungen und Preise gewonnen, wie zum Beispiel „Best Video of the Year“ bei den Metub WebTV Asia Awards 2019, „Best Song“ bei den Green Wave Awards 2019, „Top 10 Music Videos in Vietnam“ bei YouTube Rewind 2019, „Best New Artist“ bei den Zing Music Awards 2019 und „New Revelation of the Year“ beim Dedication Music Award 2020.

## Diskografie

### Alben
- dreAMEE (2020)

### Singles
- Nếu mai chia tay (2018) x MONSTAR
- EX'S HATE ME (2019) x B Ray x Masew
- Anh nhà ở đâu thế (2019) x B Ray
- Phố hàng nóng (2019) x Kay Trần
- Đen đá không đường (2019)
- Anh đánh rơi người yêu này (2019) ft Andiez Nam Trương
- Dấu yêu vô hình (2019) x OSAD
- Trời giấu trời mang đi (2019) x ViruSs
- Giận Muốn Chết Đến Tết Cũng Quên(2020) (OST 30 Chưa phải Tết) x Huỳnh James
- Do for love (2020) x B Ray x Masew
- 1000x (Ngàn lần) (2020) x Lou Hoàng x Rhymastic
- Sao anh chưa về nhà (2020) ft Ricky Star
- Yêu thì yêu không yêu thì yêu (2020)
- Ex's hate me (Part 2) (2020)
- Mama boy (2020)
- Em bé (2020) x Karik
- Từ thích thích thành thương thương x Hoàng Dũng
- Tình bạn diệu kỳ (2021) x Ricky Star x Lăng LD